# Pak Thae-song
Pak Thae-song (* 14. September 1955) ist ein nordkoreanischer Politiker. Er ist stellvertretender Vorsitzender der Partei der Arbeit Koreas und war von 2019 bis 2023 Vorsitzender der Obersten Volksversammlung. Am 29. Dezember 2024 wurde Pak zum Abschluss der Jahreshauptversammlung des Zentralkomitees der Partei zum Vorsitzenden des Ministerrats und damit zum de jure Regierungschef Nordkoreas ernannt. Er trat damit die Nachfolge von Kim Tok-hun an.

## Laufbahn
Paks Karriere begann als Ausbilder im Parteiapparat und er übte als Parteifunktionär verschiedene Funktionen in der Abteilung Organisation und Beratung aus, welche damit beauftragt ist, die Richtlinien und Lehren des Obersten Führers umzusetzen. 2011 wurde Pak in den Rang eines stellvertretenden Direktors der Abteilung erhoben. Nach der Machtübernahme von Kim Jong-un begann Paks Einfluss zu wachsen und er wurde ab Sommer 2012 einer von Kims engsten Vertrauten. Pak war bei zahlreichen Besuchen und Inspektionen des Obersten Führers in dessen Nähe zu sehen. Im August 2012 wurde er stellvertretender Vorsitzender des Zentralkomitees der Partei der Arbeit Koreas. Die Hinrichtung von Jang Song Taek im Dezember 2012 soll den Einfluss von Pak in der Partei weiter erhöht haben.
Im März 2014 wurde Pak als Abgeordneter (Delegierter) in die 13. Oberste Volksversammlung gewählt, dem Scheinparlament Nordkoreas. Er wurde im Mai desselben Jahres zudem zum Chef des Provinzkomitees in P’yŏngan-namdo gemacht. Hier war er für die Produktion von Raketentechnologie zuständig. Im Oktober 2017 wurde er ins Politbüro befördert und stellvertretender Parteivorsitzender. Im Dezember 2019 wurde er Vorsitzender der Obersten Volksversammlung. 2021 verschwand er kurzzeitig aus der Öffentlichkeit, und es kursierten Gerüchte, dass er Opfer einer Säuberung geworden sein könnte, nachdem es Probleme mit COVID-19 im Bildungswesen gegeben hatte. Im Januar 2023 wurde bestätigt, dass er vom Amt des Vorsitzenden der Obersten Volksversammlung zurückgetreten sei. Er wurde jedoch im Dezember 2024 zum neuen Vorsitzender des Ministerrats ernannt.